# Malaienralle

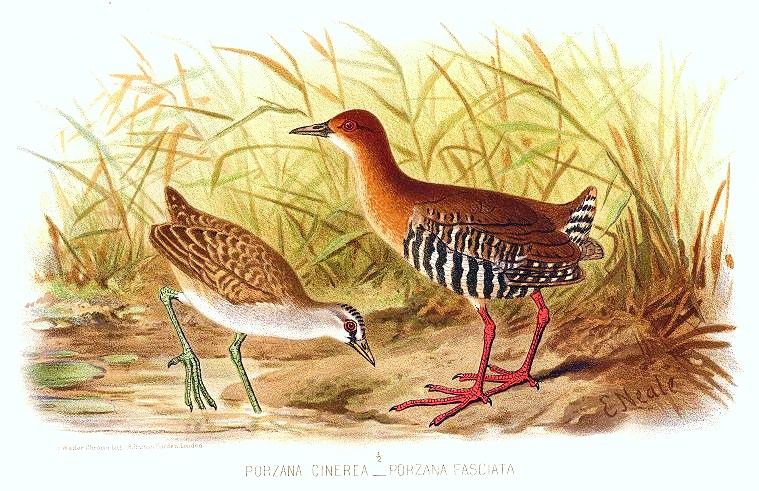
Rechts: Malaienralle. Links: Tüpfelsumpfhuhn.

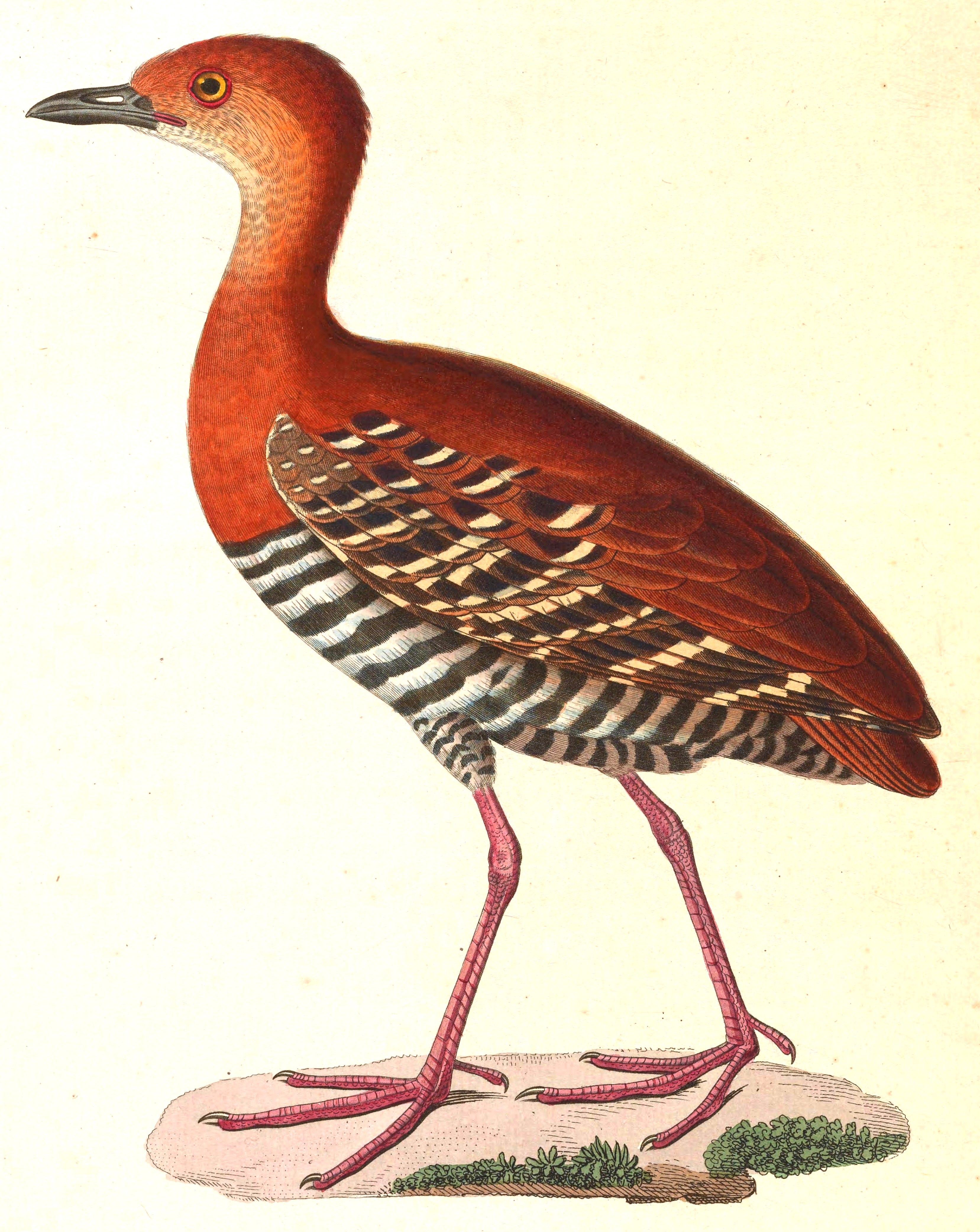
Malaienralle, Illustration von 1838

Die Malaienralle (Rallina fasciata) ist eine Art der Rallen, die zu den Arten der Gattung  Rallina  zählt. Es ist eine mittelgroße, kurzschwänzige Rallenart, die vom Nordosten des indischen Subkontinents bis zu den Molukken, Großen und Kleinen Sundainseln vorkommt und gelegentlich als Irrgast sogar in Australien beobachtet wird.
Die Bestandssituation der Malaienralle wird mit  (=least concern – nicht gefährdet) angegeben. Es werden keine Unterarten unterschieden.

## Erscheinungsbild
Die Malaienralle erreicht eine Körperlänge von 23 bis 25 Zentimeter. Es besteht kein auffälliger Geschlechtsdimorphismus, die Weibchen haben lediglich ein Gefieder mit einem etwas intensiver zimtbraunen Ton.

### Adulte Vögel
Kopf und Hals sind rotbraun, die übrige Körperoberseite und das Schwanzgefieder sind dunkel rotbraun. Auf den Flügeldecken finden sich einige weiße Flecken. Die Schwingen sind auf der Unterseite auffällig schwarz-weiß gebändert. Die Brust ist leuchtend rotbraun wie der Kopf und der Hals. Die übrige Körperunterseite ist schwarzweiß quergebändert, lediglich das Gefieder der Unterschwanzdecken kann eine leicht rotbraune Tönung haben. Der Schnabel ist grünlich hornfarben, das Schnabelinnere ist leuchtend rot. Der Orbitalring ist auffällig korallenrot, die Iris ist orange bis leuchtend rot. Auch die Beine und Füße sind leuchtend rot.

### Jungvögel
Jungvögel sind matter und bräunlicher als die adulten Vögel gefärbt. Bei ihnen ist die schwarzweiße Querbänderung noch nicht so ausgeprägt.

## Verwechslungsmöglichkeiten
Es gibt im Verbreitungsgebiet der Malaienralle mehrere andere Rallenarten, mit denen sie verwechselt werden kann. Das Zimtsumpfhuhn (Zapornia fusca) ist kleiner und kompakter gebaut und hat außerdem kürzere Beine und einen feineren Schnabel. Eine Querbänderung ist auf Bauch, Bürzel und Flanken begrenzt. Bei der Dreifarbenralle, die zur selben Gattung wie die Malaienralle gehört, sind Kopf, Hals, Mantel und Brust kastanienbraun, das Kinn und die Kehle sind blass rötlichbraun bis weißlich. Der Rücken ist bis zum Schwanzgefieder olivbraun mit einem leicht gräulichen Ton. Der Bauch, die Flanken, der Bürzel sowie die Unterschwanzdecken sind dunkelbraun mit einem individuell unterschiedlichen Maß an einer feinen, dunkleren Querbänderung. Die Schwingen sind auf der Unterseite schwarz und weiß quergebändert.

## Verbreitungsgebiet und Lebensraum
Die Malaienralle kommt vom Norden Indiens über Burma und den Nordwesten Thailands sowie der malaiischen Halbinsel und den Philippinen bis nach Indonesien vor. In Indonesien gehören die Großen und Kleinen Sundainseln sowie die Molukken zum Verbreitungsgebiet. Im Nordwesten Australiens ist die Malaienralle ein gelegentlicher Irrgast.
Der Lebensraum der Malaienralle sind Tiefebenen mit einer Höhenverbreitung, die nicht über 800 Höhenmeter reicht. Während des Zuges wird sie auf der malaiischen Halbinsel jedoch auch in einzelnen Regionen auf 1400 Meter beobachtet. Sie besiedelt Feuchtgebiete, Uferzonen entlang von Großen Flüssen und Sümpfen. Sie kommt auch in Regenwäldern vor und ist auf Reisfeldern anzutreffen. Sie ist lediglich in Teilen ihres Verbreitungsgebietes ein Zugvogel.

## Lebensweise
Die Lebensweise der Malaienralle ist bislang nur wenig erforscht. So sind zum Beispiel keine Details über ihre Nahrungsgewohnheiten bekannt.
In Burma brütet die Malaienralle von August bis September, in Thailand im August, während sie auf Borneo im April und auf Java im März brütet. Das Gelege besteht aus drei bis sechs Eiern.